# Audi Sport GmbH
Audi Sport GmbH, до листопада 2016 — quattro GmbH, —  дочірнє підприємство німецької компанії з виробництва автомобілів Audi AG, яка, у свою чергу, є частиною концерну VAG. Підприємство базується в Неккарзульме недалеко від Штутгарта. Виробничі цехи розташовані на території колишнього заводу NSU Motorenwerke AG, відомого світовим першістю в застосуванні безклапанного роторного двигуна у 1970-х роках. 
Підприємство порівняно мало відомо, оскільки є «закритою компанією», не здійснює прямі продажі на споживчому ринку. Його основним продуктом є моделі Audi S і RS серії (наприклад: Audi RS4, Audi RS6) та Audi R8. Філософія quattro GmbH — індивідуальність і ексклюзивність.
Підприємство виробляє ряд іміджевих продуктів, пов'язаних з Audi: гірські велосипеди, товари зі шкіри (портфелі, сумки і гаманці).

## Модельний ряд

### Теперішні і майбутні моделі

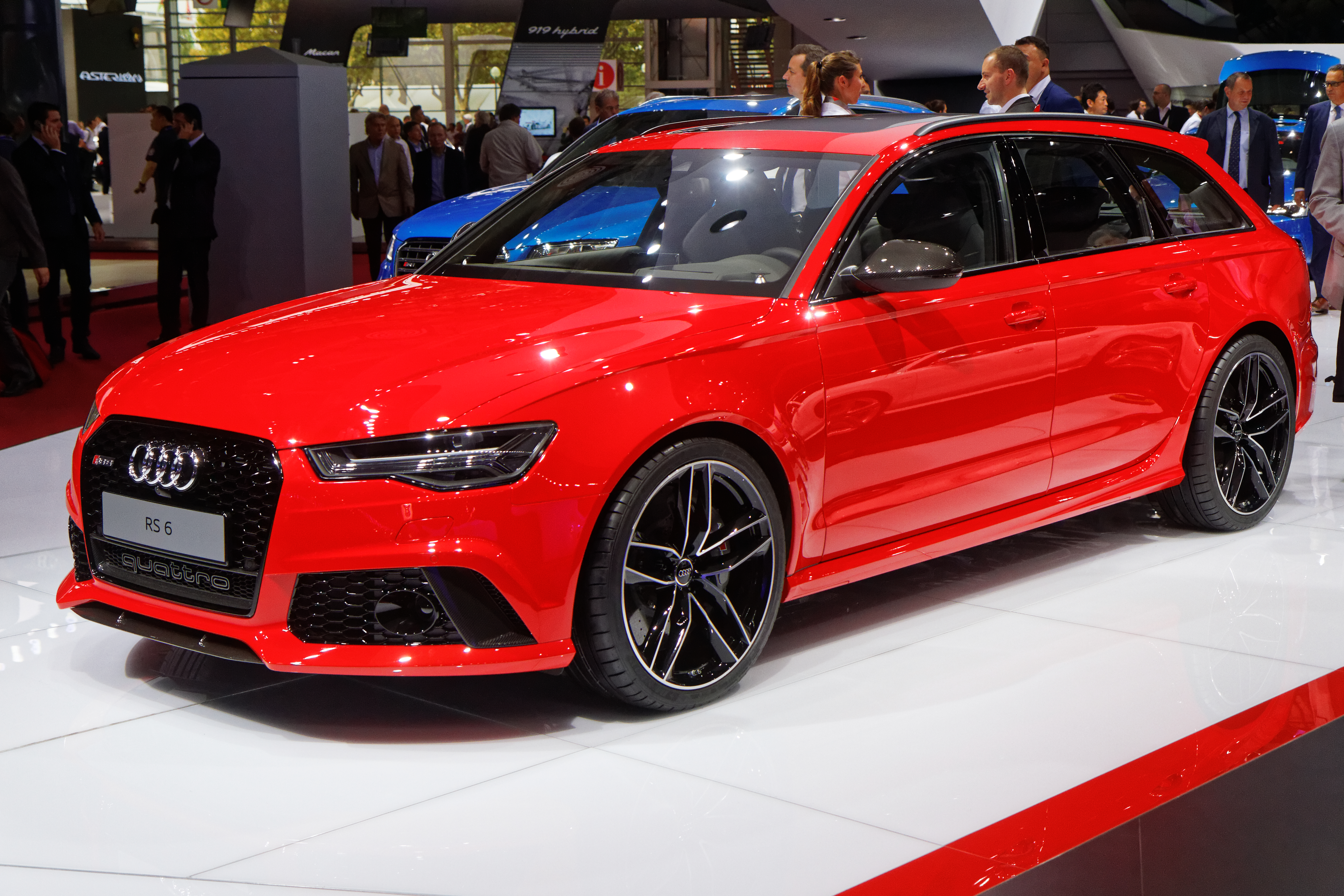
Audi RS6 C7 Avant

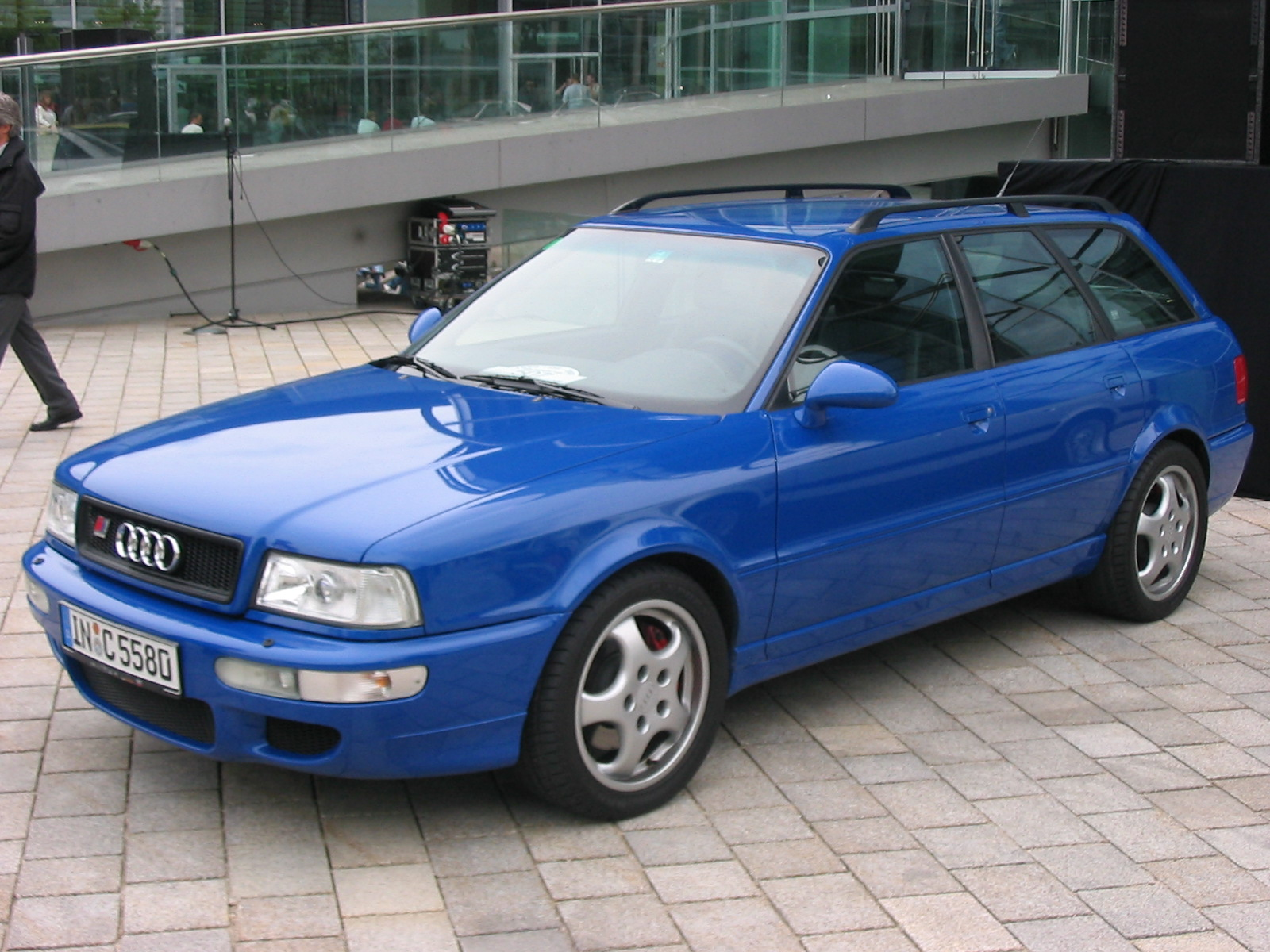
Audi RS2 Avant (1994-1995)

- S3
- S4
- S5
- RS5
- S6
- RS6
- S8
- TTS
- R8

### Попередні моделі

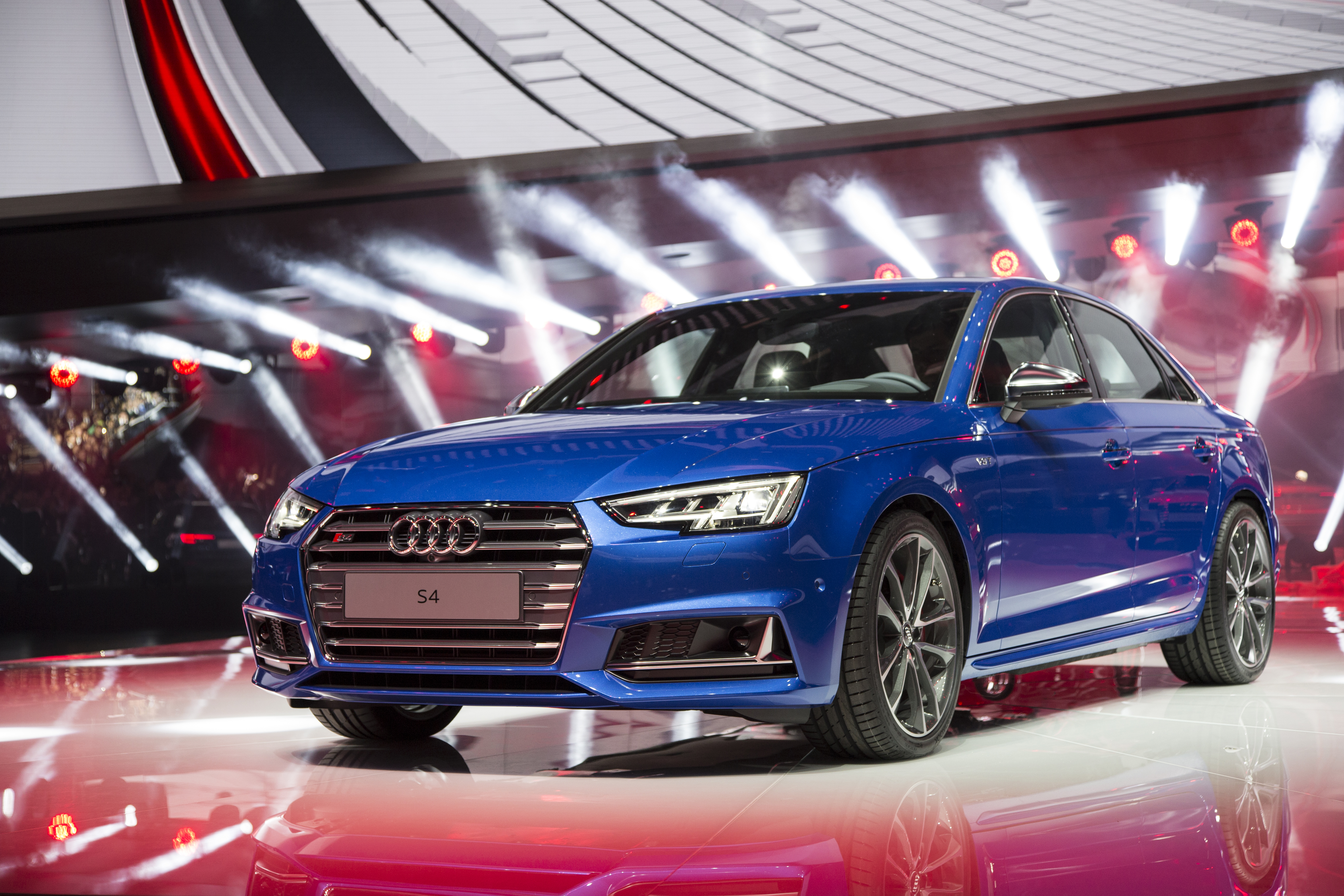
Audi S4 B9

- S2
- RS2
- S3
- S4
- RS4
- S6
- RS6
- S8

## Тюнінгові компанії
- Mercedes-AMG
- BMW M
- Arden
- Lorinser
- Brabus
- Carlsson
- Kleemann
- Renntech
- AC Schnitzer
- Alpina